# Contea di Victoria (Texas)
La contea di Victoria (in inglese Victoria County) è una contea dello Stato del Texas, negli Stati Uniti. La popolazione al censimento del 2010 era di 86 793 abitanti. Il capoluogo di contea è Victoria.

## Storia
| Anno | Popolazione | ±%     |
| ---- | ----------- | ------ |
| 1850 | 2,019       | Note:  |
| 1860 | 4,171       | 106.6% |
| 1870 | 4,860       | 16.5%  |
| 1880 | 6,289       | 29.4%  |
| 1890 | 8,737       | 38.9%  |
| 1900 | 13,678      | 56.6%  |
| 1910 | 14,990      | 9.6%   |
| 1920 | 18,271      | 21.9%  |
| 1930 | 20,048      | 9.7%   |
| 1940 | 23,741      | 18.4%  |
| 1950 | 31,241      | 31.6%  |
| 1960 | 46,475      | 48.8%  |
| 1970 | 53,766      | 15.7%  |
| 1980 | 68,807      | 28.0%  |
| 1990 | 74,361      | 8.1%   |
| 2000 | 84,088      | 13.1%  |
| 2010 | 86,793      | 3.2%   |

I primi abitanti della zona furono tribù di Paleoamericani di Cacciatori-raccoglitori, seguiti dai Tonkawa, Aranamas, Tamiques, Karankawa, Tawakoni, Lipan Apache e Comanche.

## Geografia
Secondo l'Ufficio del censimento degli Stati Uniti d'America la contea ha un'area totale di 889 miglia quadrate (2300 km²), di cui 882 miglia quadrate (2280 km²) sono terra, mentre 6,7 miglia quadrate (17 km², corrispondenti allo 0,8% del territorio) sono costituiti dall'acqua.

### Strade principali
- Interstate 69 (in costruzione)
- Interstate 69E (in costruzione)
- Interstate 69W (in costruzione)
- U.S. Highway 59
- U.S. Highway 77
- U.S. Highway 87
- Farm to Market Road 444
- Farm to Market Road 616
- Farm to Market Road 622

### Contee adiacenti
- Lavaca County (nord)
- Jackson County (nord-est)
- Calhoun County (sud-est)
- Refugio County (sud)
- Goliad County (sud-ovest)
- DeWitt County (nord-ovest)